# Депозитний сертифікат
Депозитний сертифікат — борговий цінний папір емітований банком з метою залучення готівкових коштів. Депозитний сертифікат засвідчує здепонування пред'явником в банку певної суми на обмежений час, після закінчення якого банк емітент зобов'язаний повернути цю суму разом з вказаними відсотками. На відміну від строкового депозиту, депозитний сертифікат, як правило, може бути предметом обігу на вторинному ринку.
Депозитні сертифікати емітуються здебільшого на строк до одного року, мають постійну відсоткову ставку і розглядаються як інструменти грошового ринку.

## Депозитні сертифікати в Україні
Законодавче означення депозитних сертифікатів у різни країнах відрізняється. Закон України Про цінні папери та фондовий ринок вживає термін депозитний сертифікат як синонім ощадного сертифікату (Стаття 3.5.2)).
Національний банк України трактує депозитні сертифікати виключно як власні боргові цінні папери призначені для комерційних банків, один з інструментів монетарної політики. 
Водночас комерційні банки представляють депозитні сертифікати як альтернативу строковим депозитам яка захищається Фондом гарантування вкладів фізичних осіб, але не підлягають діючим обмеженням НБУ на видачу готівки.